# 默兹河畔迪约
默兹河畔迪约（法語：Dieue-sur-Meuse，法語發音：[djø syʁ møz]）是法国默兹省的一个市镇，位于该省中部，属于凡尔登区。

## 地理
默兹河畔迪约（49°4'15"N, 5°25'20"E）面积15.78 平方千米，位于法国大東部大區默兹省，该省份为法国西北部内陆省份，北与比利时接壤，西接马恩省和阿登省，南至上马恩省和孚日省，东临默尔特-摩泽尔省。
与默兹河畔迪约接壤的市镇（或旧市镇、城区）包括：欧丹维尔、昂斯蒙、默兹河畔迪尼、默兹河畔热尼库尔、莱蒙泰龙、索姆迪约。

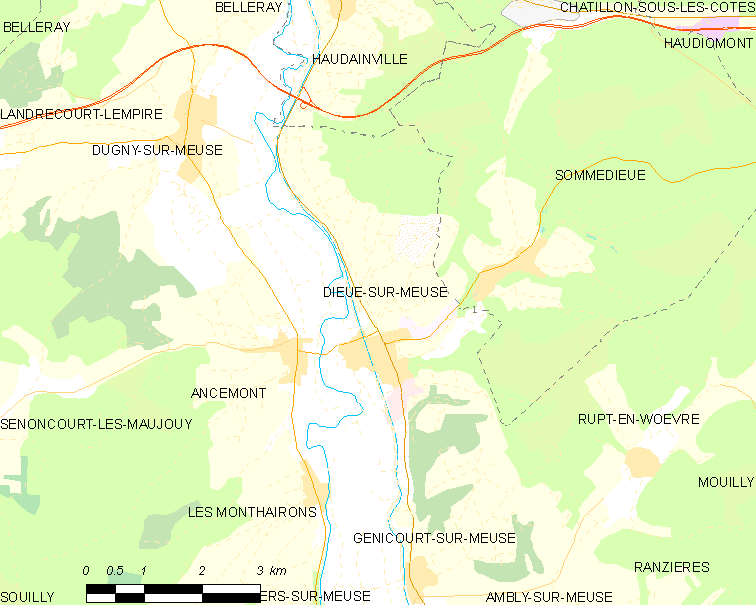
默兹河畔迪约的OSM定位图

默兹河畔迪约的时区为UTC+01:00、UTC+02:00（夏令时）。

## 行政
默兹河畔迪约的邮政编码为55320，INSEE市镇编码为55154。

## 政治
默兹河畔迪约所属的省级选区为默兹河畔迪约县。

## 人口

1962-2008年间默兹河畔迪约人口变化图示

默兹河畔迪约于2022年1月1日时的人口数量为1452人。